# Adam Ważyk
Adam Ważyk (n. 17 noiembrie 1905, Varșovia, Imperiul Rus – d. 13 august 1982, Varșovia, Polonia) a fost un poet polonez, prozator, eseist și traducător de origine evreiască.

## Volume de versuri
- Semafory (1924)
- Oczy i usta (1926)
- Serce granatu (1943)
- Wagon (1963)
- Zdarzenia (1977)
- Wiersze wybrane (1978)